# مارگاریت
مارگاریت  (به انگلیسی: Margarite) با فرمول شیمیایی [CaAl2[(OH)2-Al2Si2O10 از مجموعه کانی هاست و انعطاف‌پذیر و شکننده‌است. از واژه یونانی مارگارون Margaron یعنی مروارید گرفته شده‌است. به ندرت در HCl حل می‌شود. CaO:۱۴٪ Al2O۳:۵۱٫۳٪ SiO۲:۳۰٫۱٪ H2O:۴٫۶٪ و ادخال‌های Na , Mg , Cr , Li , Mn , Fe از نظر شکل بلور: قرص شکل - ماکله، رنگ: سفید - خاکستری - خاکستری صورتی - متمایل به قرمز، شفافیت: نیمه شفاف، جلا: صدفی، رخ: ناقص - مطابق با سطح، سیستم تبلور: مونوکلینیک و در رده‌بندی سیلیکات است همچنین خاصیت مغناطیسی ندارد و منشأ تشکیل آن دگرگونی است.
همایند کانی‌شناسی (پارانژ) آن جلای مرواریدی - سختی - انعطافپذیریکلریت - میکاها- کلریت- دیاسپور- روتیل- کورندوم و غیره است
، از نظر ژیزمان بلوری - آگرگات و قرص‌های دانه‌ای کمیاب است و بیشتر در اطریش، URSS، یونان، ایتالیا، ترکیه، آمریکا، ژاپن و آفریقای جنوبی یافت می‌شود.